# Гульчара
Гульчара (груз. გულჩარა; fl. 1600—1612) — грузинская дворянка из Картлийского царства, игравшая важную роль в грузино-османо-сефевидской дипломатии в начале XVII века. Она содействовала заключению договора 1612 года, подписанного на одном из этапов Турецко-персидской войны (1603—1618).
Гульчара была близка к картлийскому царю Симону I. Персидский историк, бывший их современником, писал, что она была родственницей семьи Симона, в то время как португальский посланник в Персии Антониу де Гувейя утверждал, что она была наложницей Симона I. Среди историков в Грузии общепринятой считается версия, отождествляющая Гульчару (имя или прозвище, происходившее от персидского гол-чехра, что означает «розоволицая») с Тинатин (или Еленой), внучкой Симона I и дочерью картлийского царя Георгия X, которая навещала Симона I во время его заключения в Константинополе. Современный же британский историк Дэвид Блоу представляет Гульчару как жену Симона I.
Картлийский царь Симон I, оказавшийся втянутым в османо-сефевидское противостояние и стремившийся сохранить шаткую автономию своего царства, в 1600 году оказался пленником, заточённым в крепость Едикуле в Стамбуле. Гульчара, которая когда-то сопровождала Симона во время его посещения Исфахана, столицы Сефевидов, была доставлена в Константинополь, чтобы ухаживать за престарелым царём. Она быстро подружилась с матерью османского султана Мехмеда III и завоевала уважение и доверие при дворе, произведя впечатление на европейских дипломатов в Стамбуле своей «красотой, величием и красноречием». В условиях катастрофически складывающейся для османов войны с Сефевидами мать Мехмеда III решила обратиться к персидскому шаху Аббасу I Великому посредством тёти последнего Зейнаб Бегум, обладавшей значительным влиянием при шахском дворе Сефевидов, и используя Гульчару в качестве посланника. Мать Мехмеда III обещала Гульчаре, что если она добьётся успеха в своей миссии, то османы освободят «её мужа» из плена. Во время первой миссии Гульчары к шаху Аббасу I ей было разрешено взять с собой Симона I. Но министры османского султана Ахмеда I опасались, что Симон I может открыть Аббасу I слишком много, и Симона I забрали обратно в Едикуле после его семидневного пребывания в пути. После нескольких дипломатических визитов и военных неудач османов в 1612 году «партия мира» в Стамбуле, в которую входила и Гульчара, убедила султана принять мирные условия, которые повторяли условия Амасийского договора 1555 года. Её усилия тем не менее оказались слишком запоздалыми для судьбы больного царя Симона I, умершего в Едикуле в 1611 году, в возрасте 74 лет. Дальнейшая судьба Гульчары неизвестна.